# Niederdorf, Trg
Niederdorf je naselje v Občini Trg v Okraju Trg na Koroškem v Avstriji.